# 氧的同素异形体
人们对氧的同素异形体有着各种认知。其中最熟悉的是双氧（O2），大量存在于地球大气层，也被称为分子氧或三线态氧。另一个是高活性的臭氧（O3）。其他包括：
- 原子氧（O1，氧自由基）
- 单线态氧（O2），两种分子氧的亚稳态中的一种
- 氧4 （O4），另一种亚稳态形式
- 固氧存在于六种着色位中，一种是O8与另一种金属态形式

## 原子氧
原子氧有非常高的活性，很难长时间存在于地表。在太空大量存在的紫外线，使得近地轨道的大气中约0.06%为原子氧。

## 分子氧
地球上最普遍的氧元素的同素异形体，即分子氧，其化學式為O2。氧元素是最普遍的形式，大约占大气的21%。O2的键长为121pm，键能为498 kJ/mol。
氧气本身是一种沸点-183°C的无色气体。 可以在空气中被沸点为-196°C的液氮冷凝。液态氧颜色为淡蓝色，具有明显顺磁性——用绳子悬挂着的装着液氧的烧瓶能被磁铁吸引。

## 单态氧
單線態氧或单态氧是一种俗名，用来描述两种亚稳态的氧分子（O2），其能量高于基态三重态氧。因为它们电子层存在区别，单态氧和三重态氧有着各不相同的化学性质，包括 狄尔斯－阿尔德反应，或者吸收或发出不同波长的光。单态氧可以在光敏过程中在染料分子的能量转换下產生，比如玫瑰红，亚甲基蓝或卟啉，或者通过化学过程比如过三氧化氢在水中的自发分解或者过氧化氢与次氯酸盐的反应。

## 臭氧
三原子氧（臭氧，O3），是一种非常活泼的氧的同素异形体，会对橡胶和纺织品这样的材料造成破坏，同样也会损害肺组织。 由电动马达、激光打印机和复印机中产生，通过它氯一样的气味可以检测到它的存在。 它在1840年被克里斯蒂安·弗雷德日称为“臭氧”，希腊单词 ὠζώ (ozo) 表示它的气味。
在热力学上臭氧比二分子氧更不稳定，臭氧由O2与原子氧反应生成，而原子氧来自于被大气层上层的紫外线分解的O2。臭氧对紫外线有强大的吸收能力，为生物圈提供一个保护罩用以抵御基因突变与其他紫外线造成的破坏性影响。 臭氧形成于近地球表面通过光分解由汽车排放的二氧化氮。对流层臭氧是一种对人体有害的空气污染物，会引起心脏和肺部疾病比如肺气肿, 支气管炎,以及哮喘。 免疫系统为了抗菌的目的也会产生臭氧。 液态与固态O3 有着比普通氧更深的蓝色且不稳定、易爆。
臭氧是一种淡蓝色气体，可以被凝结成暗蓝色液体。臭氧会在空气放电时形成，有着新割的草的刺鼻气味，或者对于那些生活在城市环境的人，在隧道里闻到的所谓的“电气气味”。

## 氧4
氧4在早在20世纪初就被预测到存在，当它被认识到是四原子氧，并且在2001年被罗马大学的F.Cacace带领的团队鉴定出来。在被鉴定为O
8之后，O
4分子被认为是固态氧的一个相。Cacace的团队认为O
4可能由两个哑铃状O
2分子在范德华力作用下松散地结合在一起。

## 固态氧的相
固态氧有六种已知的不同相，其中一种是暗红色O
8簇状。当氧受到96 GPa的压力时，将变为金属状，方式类似于金属氢，且变得更接近硫族元素（氧族元素中除了氧以外的元素），比如碲和钋，都表现出金属特性。在非常低的温度下，这一相位也会成为超导体。